# Susana Chávez
Susana Chávez Castillo (Ciudad Juárez, 5 novembre 1974 – Ciudad Juárez, 6 gennaio 2011) è stata una poetessa e attivista messicana.
È conosciuta come autrice dello slogan «Ni una muerta más» («Non una morta in più»), divenuto il simbolo della lotta contro i femminicidi a Ciudad Juárez e, in seguito, nella forma «Ni una menos», fonte di ispirazione per i movimenti contro la violenza sulle donne in tutto il mondo.
Fu trovata uccisa e mutilata il 6 gennaio 2011 a Cuauhtémoc, suo quartiere natale, all'età di 36 anni.

## Biografia
Susana Chávez, detta Suchaca, nasce il 5 novembre 1974 a Ciudad Juárez, nel deserto del Chihuahua, una città al confine con gli Stati Uniti che, grazie alla sua posizione, fin dagli anni sessanta del Novecento vede lo sviluppo delle maquiladoras, fabbriche esentasse operanti in regime di subappalto di grandi industrie statunitensi, che impiegano per lo più manodopera femminile proveniente dalle zone rurali, sottopagata e priva di ogni tutela giuridica.
All'età di undici anni Susana Chávez inizia a scrivere poesie e in seguito partecipa a numerosi festival letterari e forum culturali a Ciudad Juarez e in altre città del Messico. Studia psicologia alla Universidad Autónoma de Ciudad Juárez, e cura un suo blog personale, Primera Tormenta, prendendo posizione contro l'ondata di violenza sulle donne che colpisce il suo paese: secondo Amnesty International dal 1993 al 2003 oltre 370 donne sono state assassinate a Ciudad Juárez e nella città di Chihuahua; in circa un terzo dei casi le vittime hanno subito violenza sessuale. Nel primo decennio del Duemila diverse statistiche internazionali assegnano a Ciudad Juárez il primato di città più pericolosa del mondo e con il più alto tasso di omicidi/femminicidi; crocevia del narcotraffico, si calcola vi siano circa mille bande armate, con migliaia di aderenti.
Chávez fa parte di Nuestras Hijas de Regreso a Casa, un'associazione di familiari e amici delle donne assassinate o scomparse in Ciudad Juárez, nata nel 2001 per pretendere giustizia e lottare contro l'inazione del governo e la violazione dei diritti umani; interviene nelle manifestazioni con letture delle sue poesie, con la realizzazione di brevi documentari e con altre attività.
È anche regista di cortometraggi e la sua immagine compare sul poster del film16 en la lista, incentrato sui crimini contro le donne a Juárez. Nel 1995 Susana conia l'espressione "Ni una muerta más", che diventa il simbolo della lotta contro i femminicidi a Ciudad Juárez.

### La morte

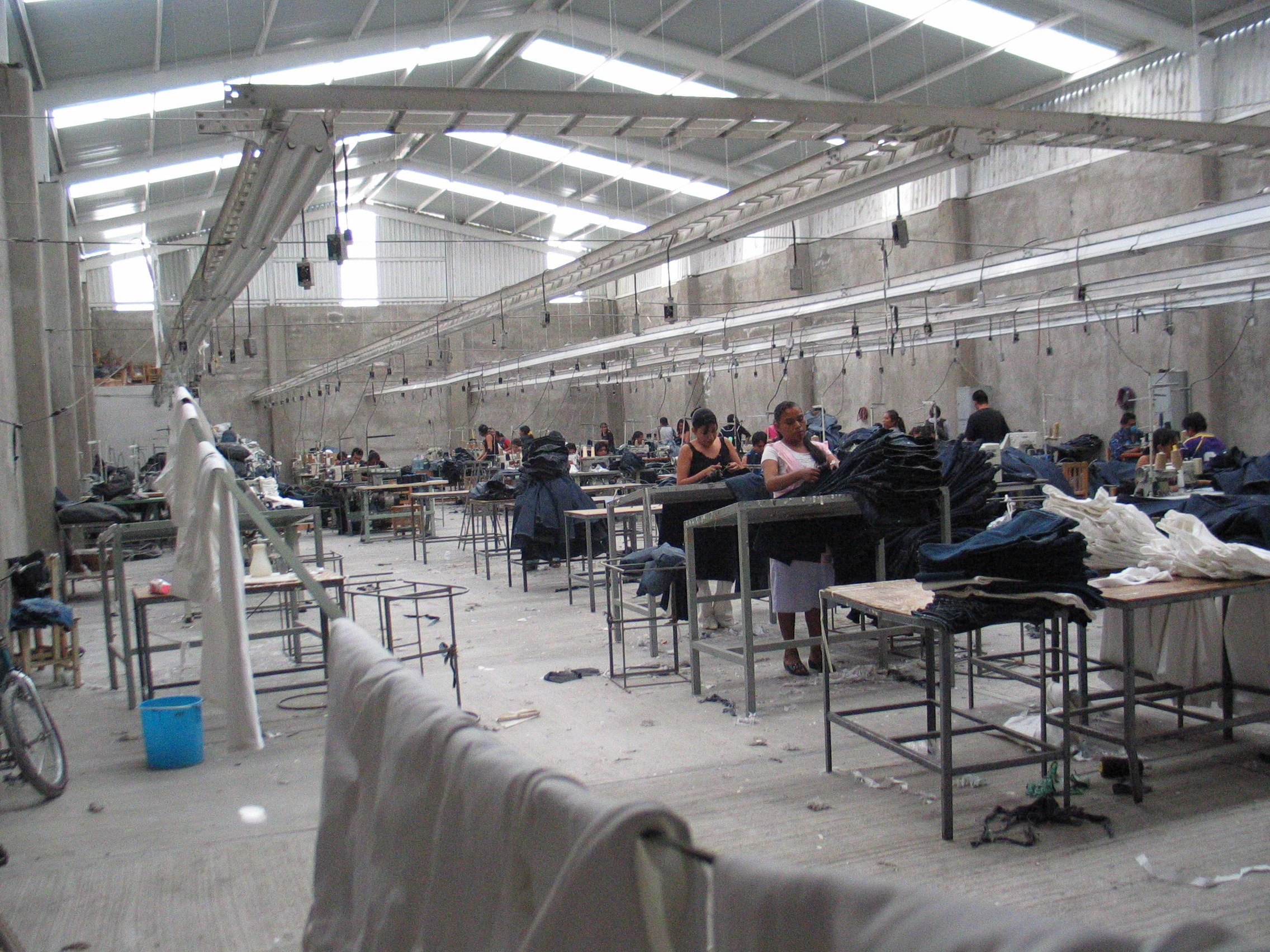
Una maquiladora in Messico

Il giorno in cui è morta, Chávez era uscita per andare a trovare alcune amiche e, secondo la dichiarazione della madre, sarebbe stata uccisa durante il tragitto, a poca distanza da casa. La mattina del 6 gennaio 2011 il suo corpo seminudo viene ritrovato con la testa coperta da un sacco nero e con la mano sinistra mozzata.
Il procuratore generale dello stato di Chihuahua, Carlos Manuel Salas, a distanza di pochi giorni, indica come autori dell'omicidio tre giovani, che la donna avrebbe incontrato casualmente e che avrebbe accettato di seguire nell'abitazione di uno di essi per bere insieme qualcosa; a seguito di una discussione insorta, i tre ragazzi avrebbero perso il controllo, e sotto l'effetto di alcol e di droghe, l'avrebbero assassinata soffocandola. Uno dei responsabili, reo confesso, avrebbe spiegato che per confondere le autorità e far apparire l'omicidio come opera della criminalità, alla donna sarebbe stata amputata con una sega la mano sinistra e chiusa la testa con un sacco dell'immondizia. Il procuratore e i funzionari dell'ufficio, precisando che i giovani non avevano precedenti penali e che non conoscevano la vittima, sostengono che l'assassinio di Susana Chávez non va collegato "in modo assoluto" con il suo attivismo contro i femminicidi, risultando essere il caso di "uno sfortunato incontro".
In seguito alla loro confessione, si sarebbe appreso che i tre giovani appartenevano alla banda de Los Aztecas e che, secondo un'altra ricostruzione, avrebbero ucciso Susana perché si sarebbe rivelata essere una poliziotta sotto copertura, pronta a denunciarli dopo aver scoperto la loro appartenenza all'organizzazione.
Condannati nel 2013 a 15 anni di carcere, i tre giovani vengono posti in libertà cinque anni dopo l'omicidio, nell'agosto 2016, grazie all'entrata in vigore di una legge che prevede la riduzione della pena ai condannati minorenni.
Sulla tomba di Susana Chavez i familiari hanno scritto alcuni versi della sua poesia Sangue nostro, scritta in omaggio alle donne vittime di femminicidio: "Sangue mio, alba di sangue, sangue della luna spezzata, sangue del silenzio”.

## Pubblicazioni
- Susana Chávez, Primera Tormenta: non una di meno, non una morta di più, a cura di Chiara Cretella, Milano, Gwynplaine edizioni, 2020, ISBN 9788895574707
- Susana Chávez, Sangre Mia, in Canto a una ciudad en el desierto: encuentro de Poetas en Ciudad Juárez, 1998 - 2002: Antologia, Ediciones la Cuadrilla de la Langosta, 2004, ISBN 978-9687887128
- Susana Chávez Castillo, Prima tempesta. Non una donna di meno, non una morta in più, a cura e traduzione di Concita De Gregorio, Roma, Edizioni Sur, 2024, ISBN 978-8869984181